# Whidbey Island Station (Washington)
Whidbey Island Station es un lugar designado por el censo ubicado en el condado de Island en el estado estadounidense de Washington. En el año 2010 tenía una población de 1.541 habitantes.

## Geografía
Whidbey Island Station se encuentra ubicado en las coordenadas 48°20′17″N 122°40′28″O / 48.33806, -122.67444.